# Acmopolynema gracilicorne
Acmopolynema gracilicorne är en stekelart som beskrevs av Fidalgo 1989. Acmopolynema gracilicorne ingår i släktet Acmopolynema och familjen dvärgsteklar. Inga underarter finns listade i Catalogue of Life.